# 韋爾蘇瓦河
46°16′29.5″N 6°10′15″E / 46.274861°N 6.17083°E

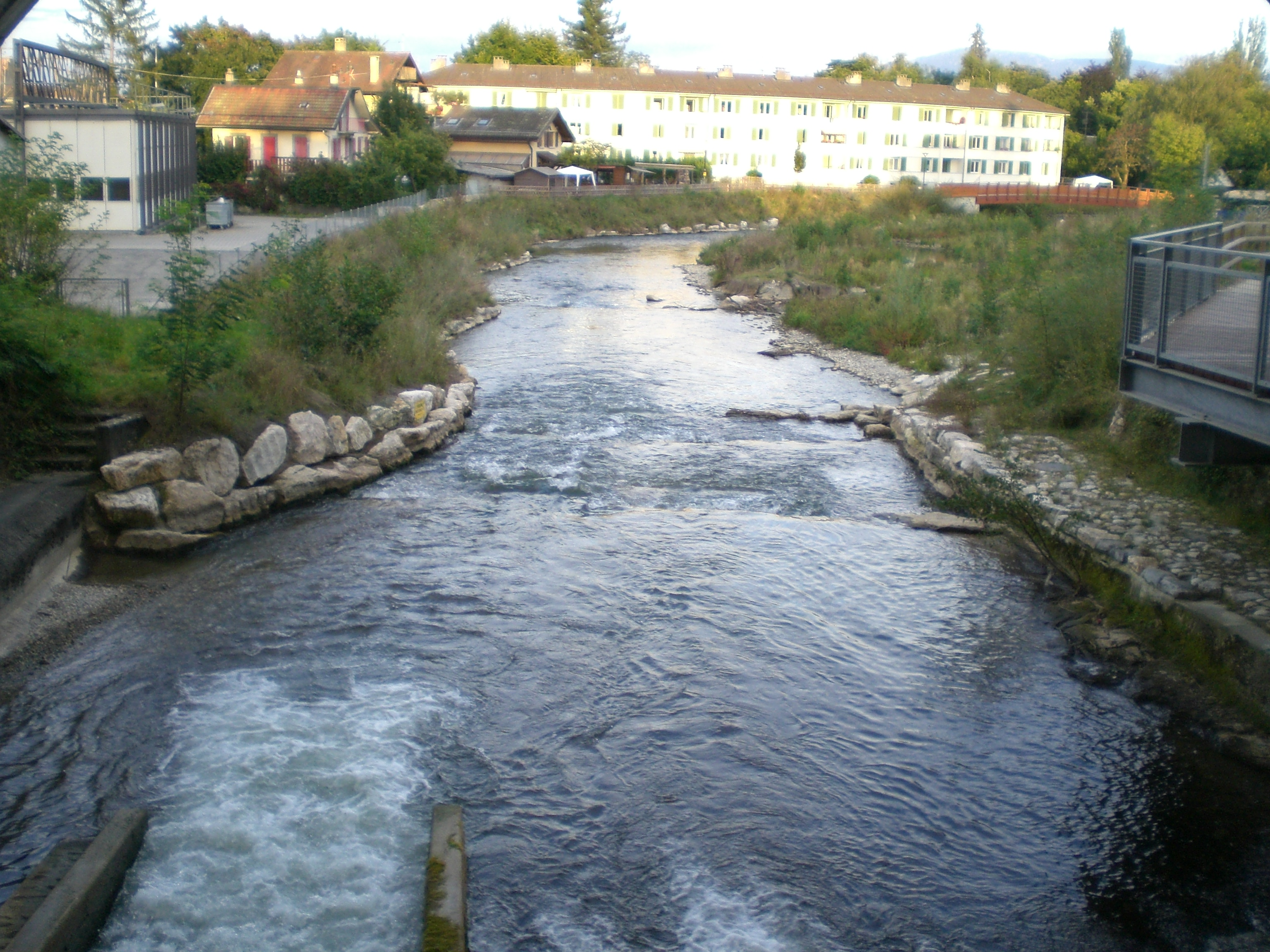

韦尔苏瓦河（法語：Versoix，法語發音：[vɛʁswa]）是西歐的河流，流經法國和瑞士，屬於羅訥河的支流，河道全長27公里，流域面積89平方公里，發源自迪沃讷莱班，河口處在韦尔苏瓦。